# Mychal Thompson
Mychal George Thompson (Nassau, 30 gennaio 1955) è un ex cestista bahamense, professionista nella NBA.

## Biografia
È il padre del cestista pluricampione NBA Klay Thompson, ma anche dell'ex cestista Mychel Thompson e del giocatore di baseball Trayce Thompson.

## Carriera
È stato il primo giocatore non statunitense a venire scelto come prima scelta assoluta al draft nel 1978 dai Portland Trail Blazers.

## Statistiche
| † | Denota le stagioni in cui ha vinto il titolo |
| * | Primo nella lega                             |

### NCAA
| Anno      | Squadra           | PG | PT | MP | TC%  | 3P% | TL%  | RP   | AP | PRP | SP | PP   |
| --------- | ----------------- | -- | -- | -- | ---- | --- | ---- | ---- | -- | --- | -- | ---- |
| 1974-1975 | Minnesota Gophers | 23 | -  | -  | 53,0 | -   | 75,6 | 7,7  | -  | -   | -  | 12,5 |
| 1975-1976 | Minnesota Gophers | 25 | -  | -  | 57,3 | -   | 69,6 | 12,5 | -  | -   | -  | 25,9 |
| 1976-1977 | Minnesota Gophers | 27 | -  | -  | 60,6 | -   | 70,5 | 8,9  | -  | -   | -  | 22,0 |
| 1977-1978 | Minnesota Gophers | 21 | -  | -  | 53,6 | -   | 63,0 | 10,9 | -  | -   | -  | 22,0 |
| Carriera  | Carriera          | 96 | -  | -  | 56,7 | -   | 69,2 | 10,0 | -  | -   | -  | 20,8 |

### NBA

#### Regular Season
| Anno       | Squadra             | PG  | PT  | MP   | TC%  | 3P%   | TL%  | RP   | AP  | PRP | SP  | PP   |
| ---------- | ------------------- | --- | --- | ---- | ---- | ----- | ---- | ---- | --- | --- | --- | ---- |
| 1978-1979  | Portland T. Blazers | 73  | -   | 29,4 | 49,0 | -     | 57,2 | 8,3  | 2,4 | 0,9 | 1,8 | 14,7 |
| 1980-1981  | Portland T. Blazers | 79  | -   | 35,3 | 49,4 | 0,0   | 64,1 | 8,7  | 3,6 | 0,8 | 2,2 | 17,0 |
| 1981-1982  | Portland T. Blazers | 79  | 78  | 39,6 | 52,3 | -     | 62,8 | 11,7 | 4,0 | 0,9 | 1,4 | 20,8 |
| 1982-1983  | Portland T. Blazers | 80  | 80  | 37,7 | 48,9 | 0,0   | 62,1 | 9,4  | 4,8 | 0,9 | 1,4 | 15,7 |
| 1983-1984  | Portland T. Blazers | 79  | 74  | 33,5 | 52,4 | 0,0   | 66,7 | 8,7  | 3,9 | 1,1 | 1,4 | 15,7 |
| 1984-1985  | Portland T. Blazers | 79  | 55  | 33,1 | 51,5 | -     | 68,4 | 7,8  | 2,6 | 1,0 | 1,3 | 18,4 |
| 1985-1986  | Portland T. Blazers | 82  | 78  | 31,3 | 49,8 | -     | 64,1 | 7,4  | 2,1 | 0,9 | 0,4 | 14,7 |
| 1986-1987† | San Antonio Spurs   | 49  | 6   | 24,7 | 43,6 | 100,0 | 73,5 | 5,6  | 1,8 | 0,6 | 0,8 | 12,3 |
| 1986-1987† | L.A. Lakers         | 33  | 1   | 20,6 | 48,0 | 0,0   | 74,3 | 4,1  | 0,8 | 0,4 | 0,9 | 10,1 |
| 1987-1988† | L.A. Lakers         | 80  | 0   | 25,1 | 51,2 | 0,0   | 63,4 | 6,1  | 0,8 | 0,5 | 1,0 | 11,6 |
| 1988-1989  | L.A. Lakers         | 80  | 8   | 24,9 | 55,9 | 0,0   | 67,8 | 5,8  | 0,6 | 0,7 | 0,7 | 9,2  |
| 1989-1990  | L.A. Lakers         | 70  | 70  | 26,9 | 50,0 | -     | 70,6 | 6,8  | 0,6 | 0,5 | 1,0 | 10,1 |
| 1990-1991  | L.A. Lakers         | 72  | 4   | 15,0 | 49,6 | 0,0   | 70,5 | 3,2  | 0,3 | 0,3 | 0,3 | 4,0  |
| Carriera   | Carriera            | 935 | 454 | 29,7 | 50,4 | 8,3   | 65,5 | 7,4  | 2,3 | 0,7 | 1,1 | 13,7 |

#### Play-off
| Anno     | Squadra             | PG  | PT | MP   | TC%   | 3P% | TL%  | RP   | AP  | PRP | SP  | PP   |
| -------- | ------------------- | --- | -- | ---- | ----- | --- | ---- | ---- | --- | --- | --- | ---- |
| 1979     | Portland T. Blazers | 3   | -  | 40,3 | 50,0  | -   | 50,0 | 10,3 | 2,0 | 0,7 | 0,7 | 19,7 |
| 1981     | Portland T. Blazers | 3   | -  | 44,0 | 60,8* | -   | 72,2 | 7,7  | 1,3 | 1,0 | 3,0 | 25,0 |
| 1983     | Portland T. Blazers | 7   | -  | 40,6 | 47,1  | -   | 65,8 | 8,0  | 5,6 | 0,9 | 1,1 | 15,0 |
| 1984     | Portland T. Blazers | 4   | -  | 30,3 | 50,0  | -   | 77,3 | 7,3  | 3,8 | 1,3 | 0,8 | 15,3 |
| 1985     | Portland T. Blazers | 9   | 0  | 27,8 | 49,0  | -   | 67,3 | 8,0  | 1,6 | 0,8 | 1,3 | 14,8 |
| 1986     | Portland T. Blazers | 4   | 4  | 35,0 | 57,4  | -   | 53,8 | 8,3  | 3,5 | 0,3 | 0,8 | 19,0 |
| 1987†    | L.A. Lakers         | 18  | 0  | 22,3 | 45,3  | -   | 68,0 | 4,9  | 0,5 | 0,4 | 0,9 | 8,8  |
| 1988†    | L.A. Lakers         | 24  | 0  | 25,6 | 51,3  | -   | 58,1 | 7,1  | 0,5 | 0,7 | 0,9 | 9,7  |
| 1989     | L.A. Lakers         | 15  | 0  | 25,1 | 50,8  | -   | 68,3 | 5,1  | 0,7 | 0,4 | 0,8 | 11,4 |
| 1990     | L.A. Lakers         | 9   | 8  | 25,0 | 47,7  | -   | 61,5 | 4,3  | 0,2 | 0,2 | 1,4 | 6,4  |
| 1991     | L.A. Lakers         | 8   | 0  | 5,3  | 28,6  | -   | -    | 1,1  | 0,0 | 0,0 | 0,4 | 0,5  |
| Carriera | Carriera            | 104 | 12 | 26,0 | 50,1  | -   | 64,8 | 6,0  | 1,2 | 0,5 | 1,0 | 10,9 |

#### Massimi in carriera
- Massimo di punti: 40 vs Sacramento Kings (3 aprile 1981)[2]
- Massimo di rimbalzi: 20 vs Seattle Supersonics (21 dicembre 1982)
- Massimo di assist: 11 (3 volte)
- Massimo di palle rubate: 5 vs Cleveland Cavaliers (13 novembre 1986)
- Massimo di stoppate: 6 vs Los Angeles Clippers (15 marzo 1987)
- Massimo di minuti giocati: 51 vs Seattle Supersonics (23 gennaio 1986)

## Palmarès
- NCAA AP All-America First Team (1978)
- NCAA AP All-America Second Team (1977)
- Campionato NBA: 2

Los Angeles Lakers: 1987, 1988
- NBA All-Rookie First Team (1979)